# Montagnes russes

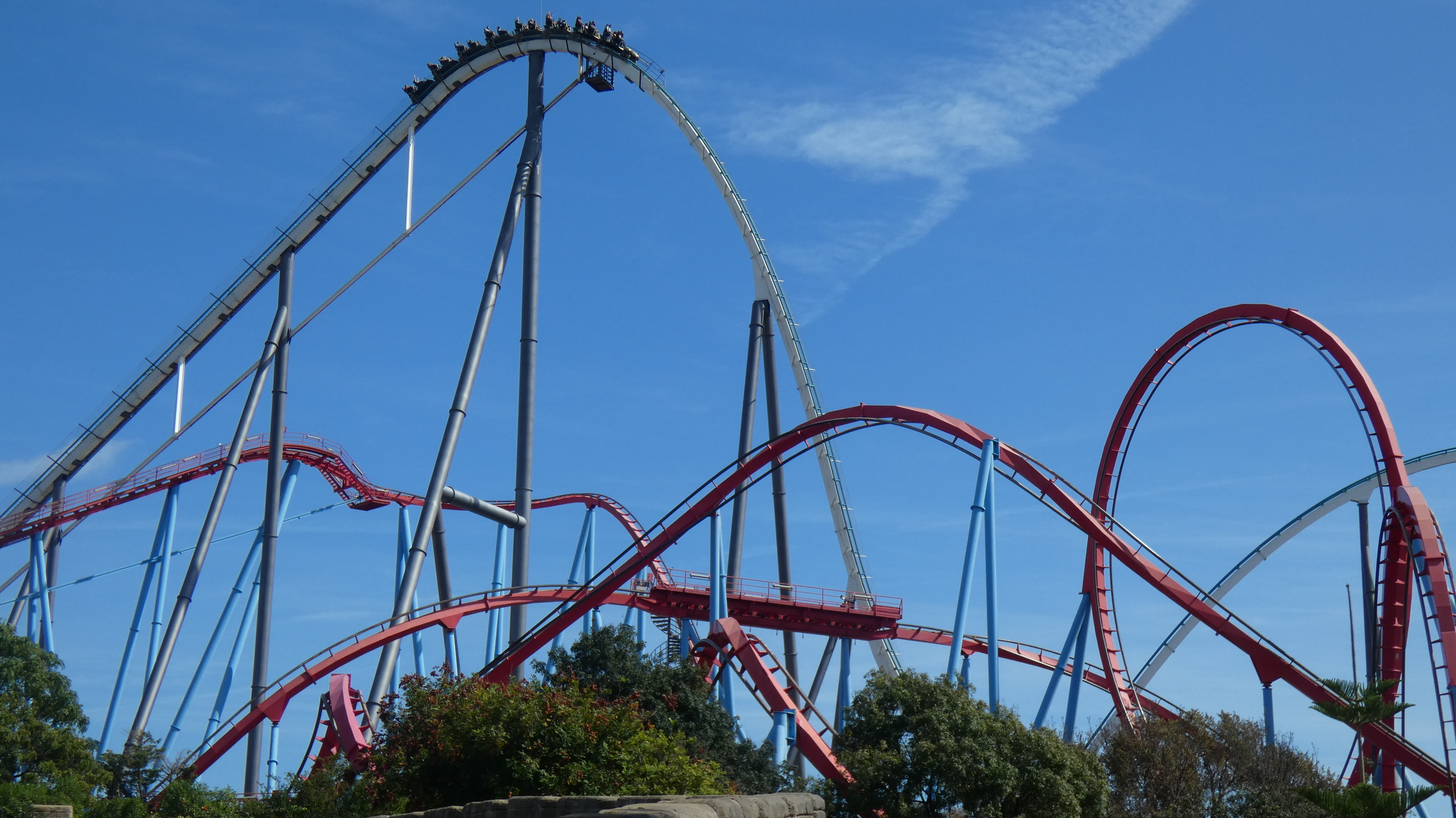
Shambhala et Dragon Khan à PortAventura Park.

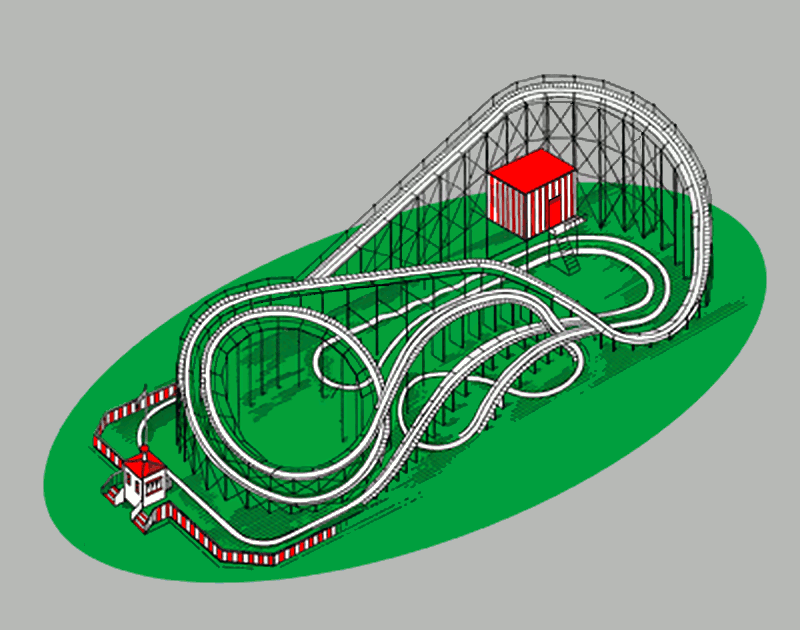
Croquis d'un projet de circuit.

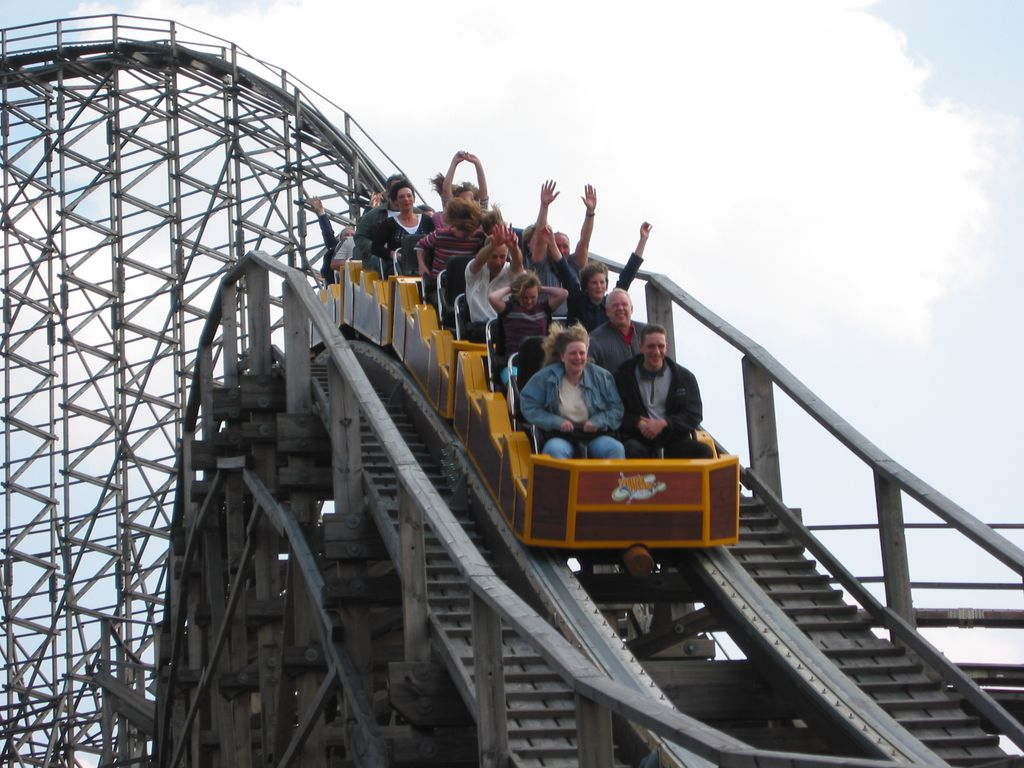
Les passagers sont solidement attachés au siège.

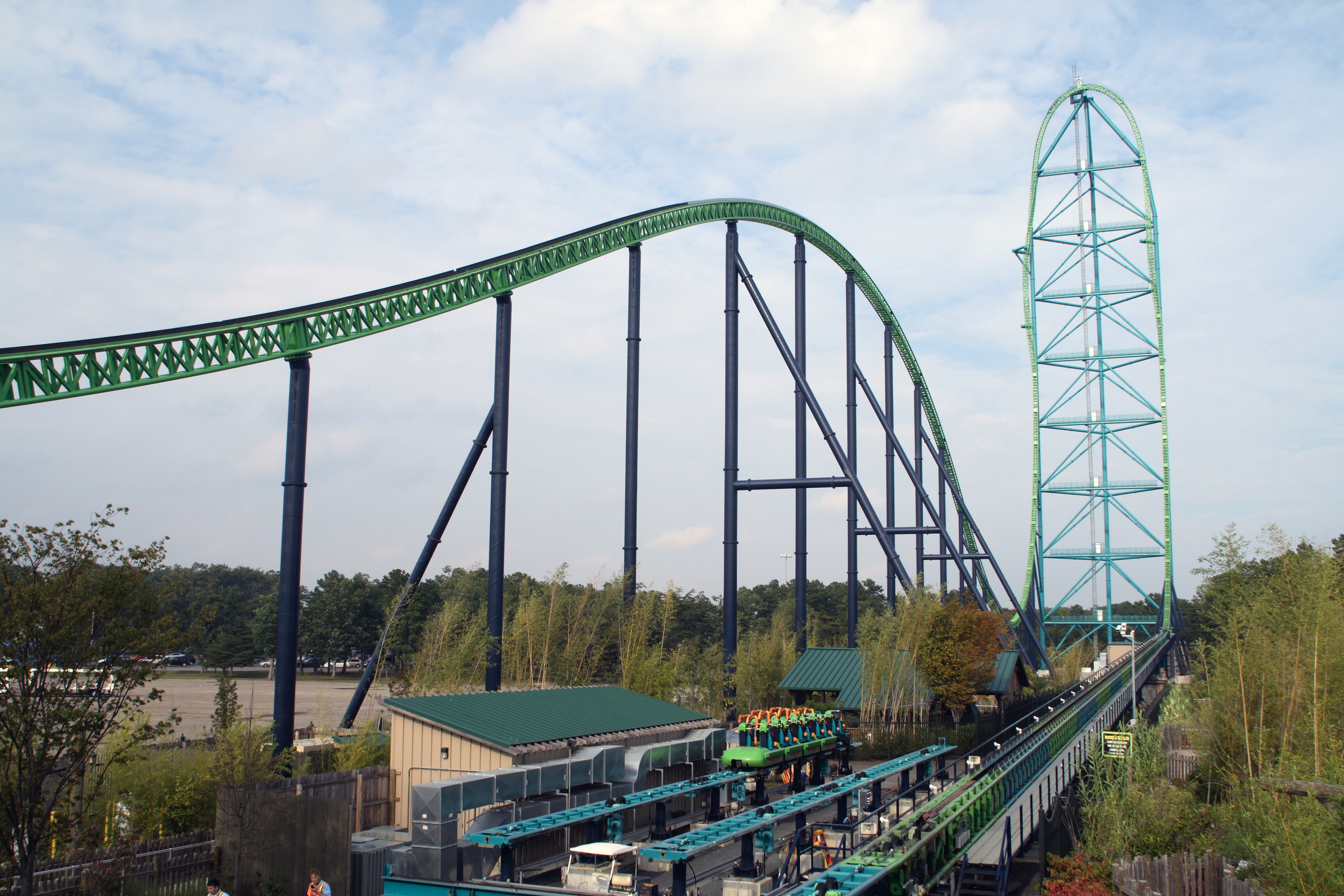
Les sensations fortes sont principalement procurées par les accélérations et la hauteur.

Les montagnes russes sont des attractions composées de véhicules parcourant rapidement des trajets sur des pentes sinueuses dans le but de créer des airtimes et propulsions comme dans toute attraction, amenant à des sensations de peur et d'amusement procurant de l'adrénaline chez les passagers.
Principalement installées dans les parcs d'attractions, elles figurent parmi les attractions les plus appréciées.

## Principe
Les parcours sont constitués de rails ou guides tubulaires, évoluant en hauteur selon des schémas spécifiques comportant des forts dénivelés dont parfois quelques retournements dont le plus commun est le looping. Le trajet forme généralement un circuit fermé, mais pas obligatoirement.

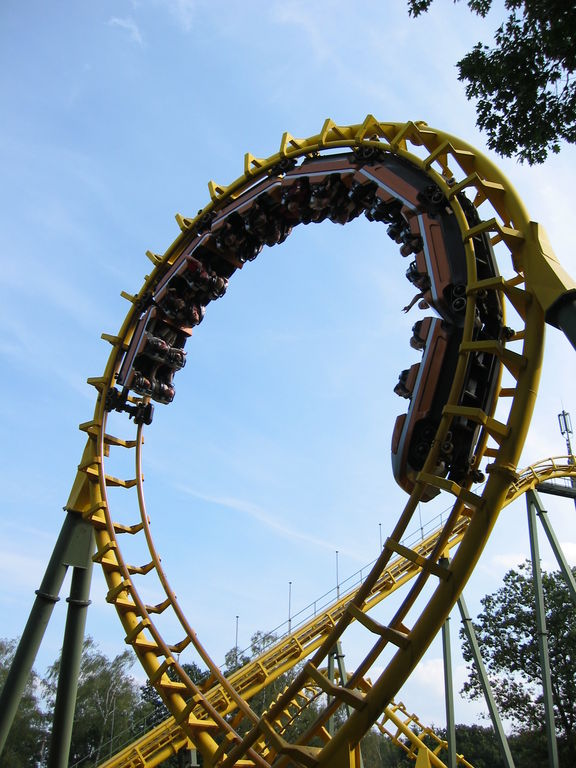
Inversion de type looping présent au parc Avonturenpark Hellendoorn aux Pays-Bas.

Les véhicules sont majoritairement de petits trains composés de plusieurs wagons contenant chacun de 2 à 6 passagers, pivotant parfois sur eux-mêmes.
Leur avantage par rapport à des manèges circulaires est d'offrir un parcours aux sensations variées et non-répétitives. Elles sont, pour cette raison, plus nombreuses dans les parcs d'attractions souvent permanents, les fêtes foraines ambulantes privilégiant à l'inverse les « flat-rides », plus pratiques à monter ou démonter.
Leurs inconvénients étant l'encombrement pour les transporter par les forains d'une fête, les éventuelles secousses dues aux roulements sur les guides, et parfois une durée relativement courte.

## Histoire et évolution

### Luges puis chariots sur collines
Le concept de « montagnes russes » provient des courses de luges se déroulant sur des collines de neige spécialement aménagées pour celles-ci, particulièrement dans les environs de Saint-Pétersbourg,, puis se répandant dans les villes russes notamment lors de la fête de Maslenitsa[réf. souhaitée].
En 1812, la compagnie Les Montagnes russes construisit et géra celles du quartier de Belleville à Paris.
En 1816, l’une des premières célèbres collines de glisse, appelées Promenades Aériennes, est installée à Paris, et même le roi Louis XVIII y a observé les locaux s’adonnant à ce divertissement[réf. souhaitée].
Le premier looping, intitulé sur le journal L’Époque « chemin de fer centrifuge », fut probablement construit à Paris en 1846, à partir d'un schéma anglais : le voyageur d'un traîneau est lancé dans une boucle d'environ quatre mètres de diamètre. Néanmoins aucune de ces voies ne formait un circuit complet.
LaMarcus Adna Thompson dépose un brevet pour les premières montagnes russes le 20 janvier 1865.

### Trains sur structures en bois
Dans les années 1880, les premières montagnes russes aux États-Unis sont basées sur des trains mus par gravité. Mises à disposition par des compagnies du chemin de fer, leur but est de divertir pendant les week-ends, lorsque le nombre de voyageurs diminue.

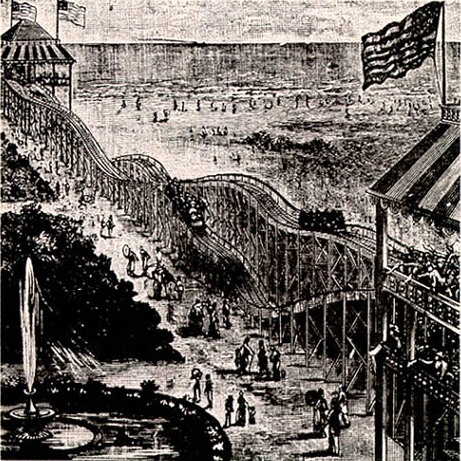
Le premier circuit complet vu par un dessinateur.

Le premier circuit complet en boucle apparait en 1884 à Coney Island. Un an plus tard, Phillip Hinkle introduit le lift hill, un système tirant le train sur la première côte du circuit.
En 1912, John A. Miller, souvent appelé « le Thomas Edison des montagnes russes », développe une nouvelle roue, l'underfriction, permettant au train de circuler à très grande vitesse tout en restant accolé au rail.
Très rapidement, les montagnes russes investissent les parcs d'amusement du monde entier.
L'une des plus célèbres historiquement est probablement The Cyclone à Coney Island, construite en 1927. Elles sont initialement construites en bois, dont certaines comme Big Dipper à Pleasure Beach, Blackpool, sont toujours opérationnelles 70 ans plus tard.
La Grande Dépression marque la fin du premier âge d'or des montagnes russes, et par la suite de l'ensemble des parcs d'attractions déclinant économiquement, tout comme un grand nombre d'entreprises.

### Dénominations selon les pays
- Les montagnes de Russie étant limitées à celles de l'Oural, l'appellation populaire « Montagnes russes » se rapporta donc aux collines relativement en pente sur lesquelles les Russes furent les premiers à laisser descendre un véhicule par gravité, pour des sensations amusantes.
- Roller Coaster : les Américains ayant utilisé dès le début des petits trains, ce sera peut-être l'une des explications pour laquelle l'appellation américaine ou anglaise littérale traduite n'est pas celle du support, « Russian Mountains », mais celle du véhicule : « roller coaster » (« rouleau de cabotage »). Ce terme est aussi très souvent utilisé dans tous les pays.
- Grand Huit : L'expression allemande n'est pas non plus « russische Berge », mais « Achterbahn » (« voie en huit », se rapprochant de l'autre appellation de « grand huit », souvent utilisée populairement aussi). Le terme « grand huit » est parfois utilisé par abus de langage pour désigner des montagnes russes.
- L'expression portugaise est, quant à elle aussi, « montanha-russa », celle espagnole est « montaña rusa » et celle italienne est « montagna russa ».
- À titre anecdotique, en Russie, elles s'appellent paradoxalement « montagnes américaines » (russe : aмериканские горки (« amerikanskie gorki »))[5].
- Scenic Railway : ce fut le nom de l'une des premières et célèbres grandes montagnes russes de la foire du Trône de Paris, en fonction entre les années 1930 et 1960[6], dont une musique fut composée par Paul Bonneau, et qui est le nom d'autres montagnes russes très anciennes comme celles du Luna Park australien de Melbourne construites en 1912.
- Par différence avec les « Flat-Rides », les déplacements des véhicules s'effectuant par gravité sans être articulés autour d'un point fixe, elles font partie également du domaine, conjointement aux montagnes russes et toboggans aquatiques des Gravity Rides (en).

### Guides en acier et loopings
En 1959, le parc à thème Disneyland de Disneyland Resort introduit un nouveau modèle de voie tubulaire en acier, mis en place sur le Matterhorn Bobsleds. Ce système a été développé conjointement par Walt Disney Imagineering et Arrow Dynamics. Au contraire de ses homologues en bois, ces montagnes russes permettent au train non seulement d'être guidé mais aussi de devenir solidaire de la voie, autorisant les loopings ou les descentes totalement verticales ou s'inclinant même en sens inverse (90° ou plus).
Ce système sera très vite adopté dans de nombreux pays, à l'occasion notamment de fêtes foraines comme la foire du Trône, les parcs étant à l'époque encore très limités en attractions par rapport aux fêtes foraines, longtemps les seules à posséder de grands manèges (ceci même en France jusqu'aux années 1990).
C'est en 1972 que The Racer, à Kings Island, connaît un succès populaire. Un deuxième âge d'or commence alors.
Les plus grandes innovations récentes impliquèrent de nouvelles variantes de positions du passager ainsi que le « départ lancé ». Tel que « Le monstre », au parc de « La Ronde » à Montréal.

### Nouvelles variantes de positions
Certains modèles font asseoir le passager dans une armature plus « corps à corps », permettant d'avoir les jambes dans le vide avec une meilleure visibilité du sol.
Une autre variante sont les montagnes russes en position verticale, qui consiste à installer les passagers en position debout, équipés d'un harnais adapté à leur taille, et procurant des sensations encore beaucoup plus intenses de déséquilibre, comme Shockwave, au parc anglais Drayton Manor, ou Cobra au parc La Ronde, de Montréal.
Les montagnes russes inversées, ou « Inverted Coasters » ont les rails au-dessus du véhicule et les passagers les pieds dans le vide, comportant des inversions contrairement aux montagnes russes à véhicule suspendu.
Les sièges sont parfois positionnés face à l'arrière, les passagers ne pouvant plus prévoir les virages ou les descentes, augmentant encore l'effet de surprise.
Les parcours peuvent s'effectuer en partie ou en totalité dans l'obscurité, augmentant les effets de surprise, mais réduisant ceux de hauteur, sous l'appellation de « Dark Rides ».
Lorsque le train est composé de rangées de 4 personnes et plus, le véhicule est nommé « Flying Coaster ».
Flying coaster désigne généralement les manèges en position allongée sur le ventre.

### Lancement catapulté
Le départ traditionnel sur une rampe d'accès inclinée par chaîne demeurant jusqu'ici relativement lent, les ingénieurs cherchèrent à ajouter des effets supplémentaires au démarrage du parcours de montagnes russes.
En 1995, Disneyland Paris fut l'un des pionniers des montagnes russes lancées, le démarrage propulsant subitement les passagers à grande vitesse, avec Space Mountain, inspiré du départ de la fusée imaginée par Jules Verne dans son roman De la Terre à la Lune, avec une propulsion vers le haut sur une rampe inclinée à 30°.
Ce système s'étendra sur de nombreuses nouvelles montagnes russes, mais le plus souvent avec un départ horizontal pouvant être plus énergique, telles que Rock 'n' Roller Coaster, Superman: Escape from Krypton, Rita au parc Alton Towers, Incredible Hulk Coaster ou Furius Baco à PortAventura Park, ainsi que l'ensemble des « Top Hat » cités ci-dessous.

### Top Hat
De nouvelles montagnes russes en forme de pic ou aiguille particulièrement élevées, les Top Hat (sommet en chapeau), et généralement lancées, furent créées, procurant en un court laps de temps d'une minute environ, trois sensations successives très intenses : au démarrage, le train subit une rapide accélération horizontale, puis la forte montée rapide du pic, puis un airtime important lors du ralentissement au sommet presque jusqu'à l'arrêt, suivi de la descente du pic.
Ces montagnes russes, restant parmi les plus impressionnantes, sont notamment situées aux États-Unis, Top Thrill Dragster et Kingda Ka, devenues également les premières « Strata montagnes russes » par leur hauteur, ainsi qu'en Angleterre, Stealth à Thorpe Park.
Il arrive quelquefois en guise de sensation supplémentaire, que le train ne soit pas suffisamment lancé pour gravir le pic entièrement et reparte en arrière, effectuant alors un « Rollback ».
Les Top Hat sont nommés ainsi pour toute haute bosse de forme élancée produisant un fort ralentissement en montée jusqu'au sommet puis accélération en redescente, en procurant souvent un long airtime, comme aussi sur la 3° bosse d'Alpina Blitz au parc Nigloland.

### Records de vitesse
En 2010, les montagnes russes lancées Formula Rossa situées à Ferrari World Abu Dhabi aux Émirats arabes unis et construites par Intamin ont atteint le record de vitesse devant Kingda Ka et Ring°Racer.
Le train est propulsé en moins de 5 secondes à la vitesse de pointe de 240 km/h. Les sensations verticales sont également très présentes, dues aux dénivelés assez progressifs, mais effectués à très grande vitesse.

### Montagnes russes junior
Les Montagnes russes junior de faible hauteur et d'accélérations modérées, adaptées aux enfants, sont très fréquentes dans les parcs d'attractions et fêtes foraines. Elles permettent aux enfants qui n'ont pas la taille ou l'âge suffisant pour effectuer les grandes montagnes russes, ou les personnes souhaitant des sensations plus modérées, de profiter des attractions. Elles sont souvent regroupées dans les zones dédiées aux attractions pour les juniors.

### Première descente directe après le lift
Les anciennes structures possèdent un premier « méplat » en légère descente après la montée sur chaîne, permettant un rétablissement de l'ensemble des voitures par rapport au centre de gravité, mais sur les structures récentes, les progrès permettent désormais que la première grande descente s'effectue directement après le lift.

### Confort des passagers

#### Nouveaux systèmes de maintien: Les «lap bars» trapézoïdaux
Les harnais situés au-dessus des épaules, voire les anciens lap-bars en rouleaux ou barres parfois peu confortables tenant les genoux, sont progressivement remplacés sur les montagnes russes modernes, par des « lap bars » trapézoïdaux s'ajustant avec un léger espacement au-dessus des genoux, beaucoup plus pratiques, confortables et offrant une meilleure liberté de sensations.
Les sièges sont également mieux « moulés » et adaptés à une bonne assise du passager.
C'est le cas par exemple de Shambhala, située au parc PortAventura Park ou d'Alpina Blitz située au parc Nigloland.

#### Réduction des secousses et freinage d'arrivée progressif
Paradoxalement, si les passagers recherchent des sensations agréables d'adrénaline dues aux airtimes et propulsions, les secousses et freinages brutaux peuvent être peu appréciés.
L'amélioration des rails ou tubes de guidage, plus lisses et réguliers, ainsi que des roulements du véhicule, surtout ces dernières années, apporta une nette amélioration, en réduisant les sensations généralement nettement moins recherchées par les passagers, dues aux secousses et vibrations du train, qui s'accompagnent(aient) parfois lors de changements rapides de direction, de chocs de la tête sur le dosseret, un éventuel « coup du lapin » et des tassements de la colonne vertébrale et du coccyx.
Ces secousses sont particulièrement présentes sur les structures en bois souvent plus irrégulières, mais plus élastiques de par le matériau, pouvant être considérées plutôt comme une sensation supplémentaire amusante, comme pour Tonnerre de Zeus.
Les freinages de fin de parcours, autrefois violents et secs, s'effectuent à présent de manière progressive au retour en gare.

### Préférences des places
Les critères de choix du passager sont principalement de deux :

#### Les airtimes meilleurs en places arrière
De nombreux passagers choisissent cette option, estimant que les airtimes à l'arrière seront plus puissants : En effet sur un train long, à cause de l'inertie de son centre de gravité, l'avant n'effectuera qu'une partie de la première grande descente en chute, étant auparavant retenu par la partie arrière encore sur la pente montante, tandis que l'arrière sera entraîné par le devant du train, lors du changement de pente au sommet puis de la descente, occasionnant des airtimes plus longs.
Par contre, ces airtimes pourront être en partie compensés à l'avant par l'inertie du train ralenti par l'arrière durant les fins de montées sur les bosses, voire à l'inverse des G positifs plus importants.

#### La vue spectaculaire à l'avant
Sur les montagnes russes récentes comme OzIris ou Shambhala, la toute première rangée de places est très convoitée, une file spéciale lui étant tout spécialement dédiée, plusieurs voyageurs n'hésitant pas à effectuer cette file d'attente souvent beaucoup plus longue.
Les voyageurs n'ayant pas la vue bouchée par les véhicules situés devant eux, possèdent une vue « directe » sans obstacle particulièrement remarquable et impressionnante panoramique sur les figures de loopings et de pentes qu'ils parcourent, avec souvent en prime, le vent direct sur le visage dû à la vitesse, rajoutant en sensations... de s'envoler dans les airs depuis leur siège.

## Innovations et perfectionnements
Les montagnes russes sont devenues importantes dans l'industrie des loisirs.
Avec les avancées des progrès technologiques, elles sont devenues de plus en plus vertigineuses, spectaculaires et impressionnantes, les constructeurs adoptant pour devise d'innovation : « Toujours plus haut, toujours plus vite », pour les jeunes gens notamment, en quête et friands d'adrénaline et de sensations fortes... axant notamment, comme pour la plupart des attractions, les effets sur les airtimes des descentes.

### XIXesiècle
1816 : Premières montagnes russes parisiennes à l'emplacement de l'actuelle Villa des Ternes.
1817 : Premiers wagons solidaires de la voie : Les Montagnes russes à Belleville , Paris, France
- Premier duel de montagnes russes : Les Montagnes Russes à Belleville.

- Premier circuit fermé : Promenades Aériennes, Paris.

1818 : Montagnes égyptiennes dans le Parc des Promenades égyptiennes rue du Faubourg-Poissonnière : montagnes russes sans pavillon de départ, avec des chars dépourvus de balustrade.
1827 : Premier train scénique à gravité, inspiré de celui américain : Mauch Chunk and Summit Hill Switchback Railroad, Pennsylvanie, États-Unis.
1846 : Premier circuit ouvert avec looping : Chemin de fer centrifuge, Jardins de Frascati, Paris, France.
1884 : Utilisation nouvelle d'une chaîne remontant le wagon : Gravity Pleasure, Coney Island, New York, États-Unis.

### De 1900 à 1969
1907 : Début d'utilisation de la « lapbar » : Drop-The-Dips à Coney Island (États-Unis).
1913 : Premières Montagnes russes à anneau de Möbius : Derby Racer à Euclid Beach Park aux États-Unis.

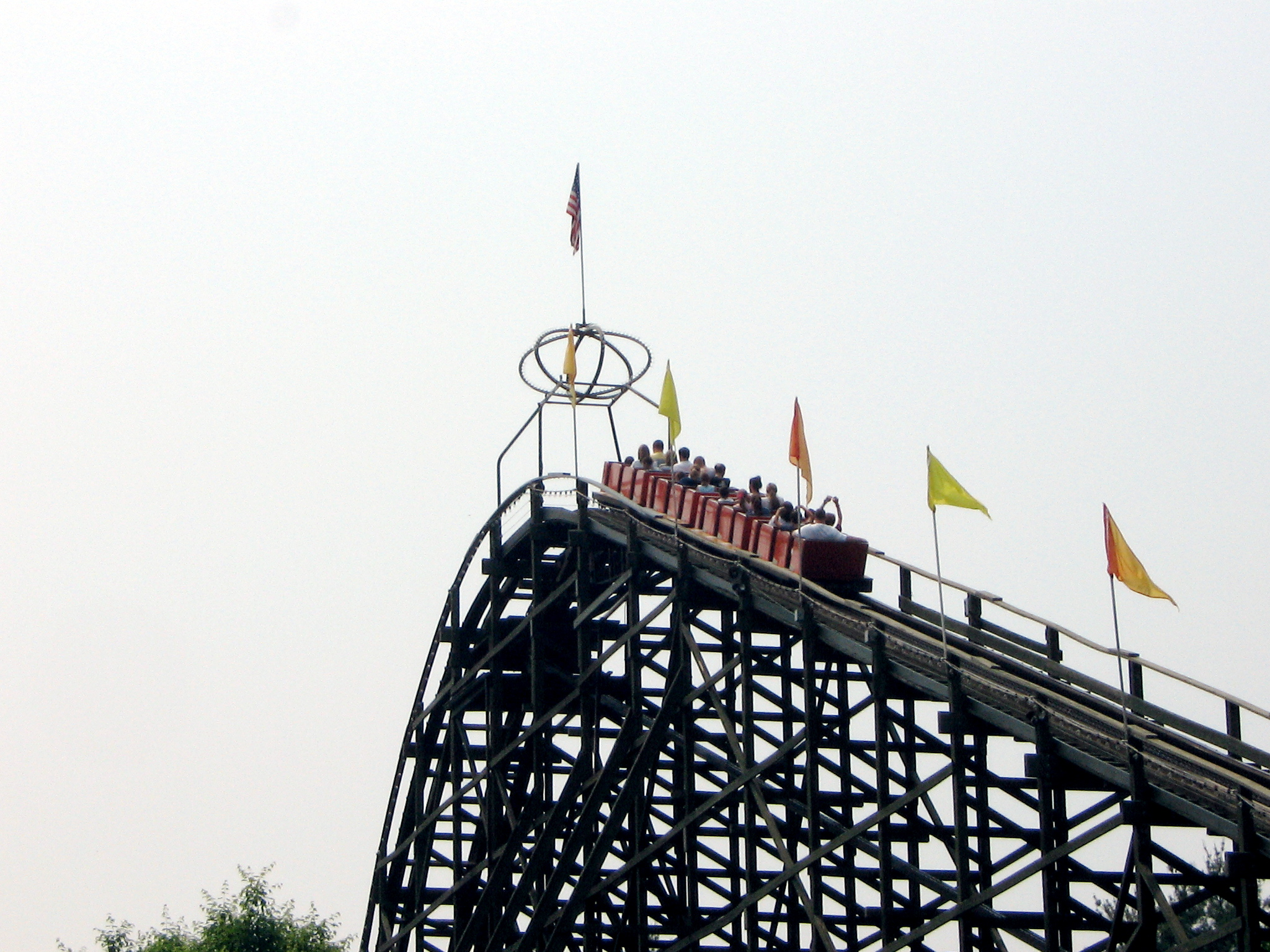
Phoenix à Knoebels provient de Playland Park où il était nommé Rocket.

1947 : Première relocalisation : Rocket à Playland Park (Texas), a été déménagé à Knoebels aux États-Unis.
1959 : Nouvelles montagnes russes en métal à rail tubulaire : Matterhorn Bobsleds, Disneyland à Anaheim (Californie) - États-Unis)).
- Zones de freinage devenant multiples permettant d'avoir plusieurs trains simultanés sur le parcours : Matterhorn Bobsleds.

1964 : Premières hauteurs de plus de 30 mètres : Montaña Rusa, La Feria Chapultepec Mágico à Mexico - Mexique). Par ailleurs, ce sont les dernières montagnes russes à anneau de Möbius à avoir été construites.

### De 1970 à 1979
1972 : Premières montagnes russes « indoor » : Fire in the Hole à Silver Dollar City, Branson (Missouri), États-Unis.
1975 : Premier « Double Corkscrew » : Corkscrew à Knott's Berry Farm, relocalisé en 1990 à Silverwood Theme Park aux États-Unis.
1976 : Début du looping vertical : Revolution à Six Flags Magic Mountain aux États-Unis.

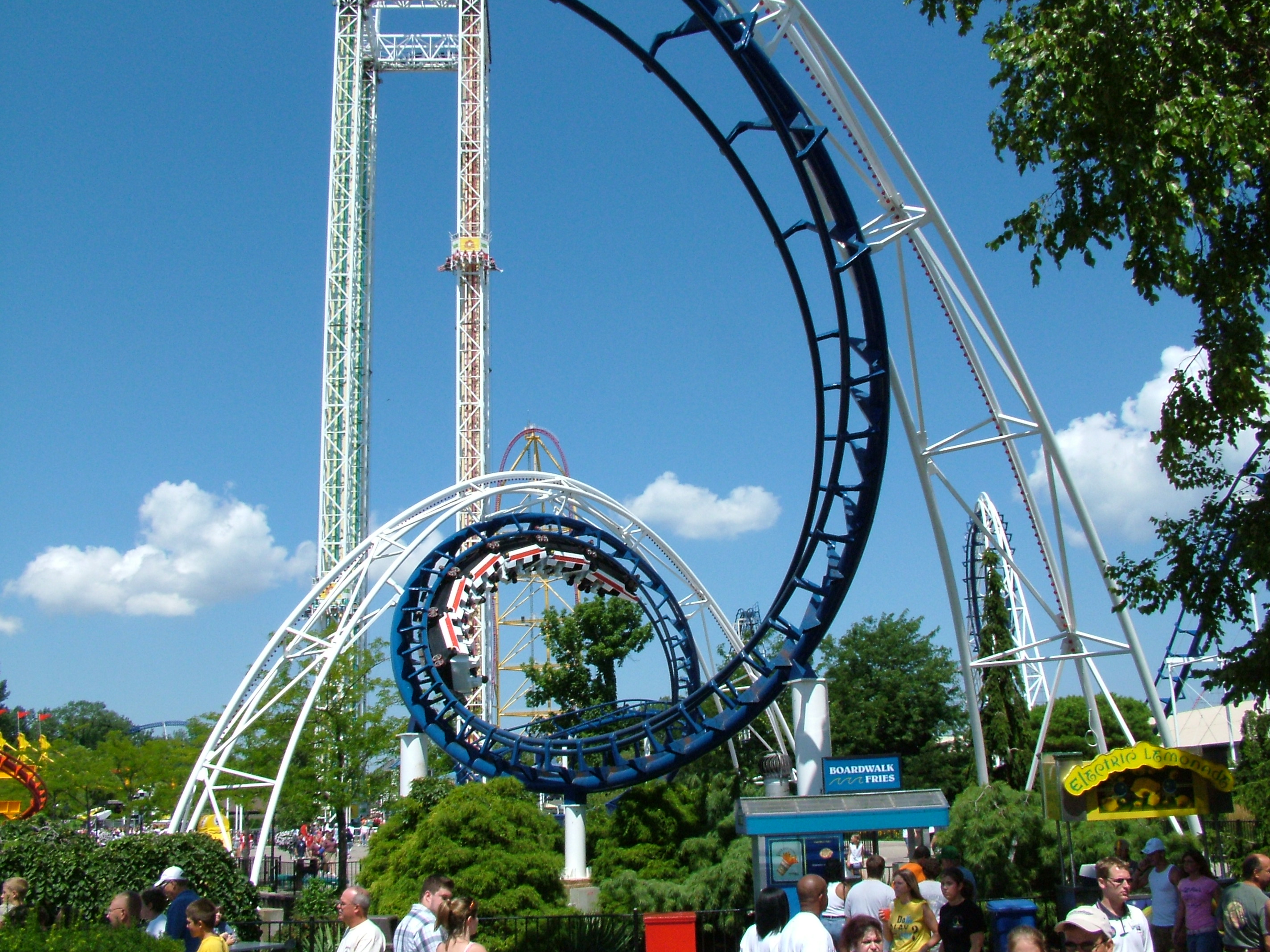
Corkscrew à Cedar Point, comportent pour la première fois trois inversions.

- Apparition d'une triple inversion : Corkscrew à Cedar Point aux États-Unis.

1977 : Premières montagnes russes navette: King Kobra, à Kings Dominion, aux États-Unis. Ce sont aussi des montagnes russes lancées
1979 : Beast ouvre et bat plusieurs records et est encore de nos jours les plus longues montagnes russes en bois dans le monde.

### De 1980 à 1989
1980 : Extension à 4 inversions : Carolina Cyclone à Carowinds, aux États-Unis.
1981 : Premières montagnes russes à véhicule suspendu : Bat à Kings Island aux États-Unis.
1982 : Extension à cinq inversions : Viper à Darien Lake aux États-Unis.

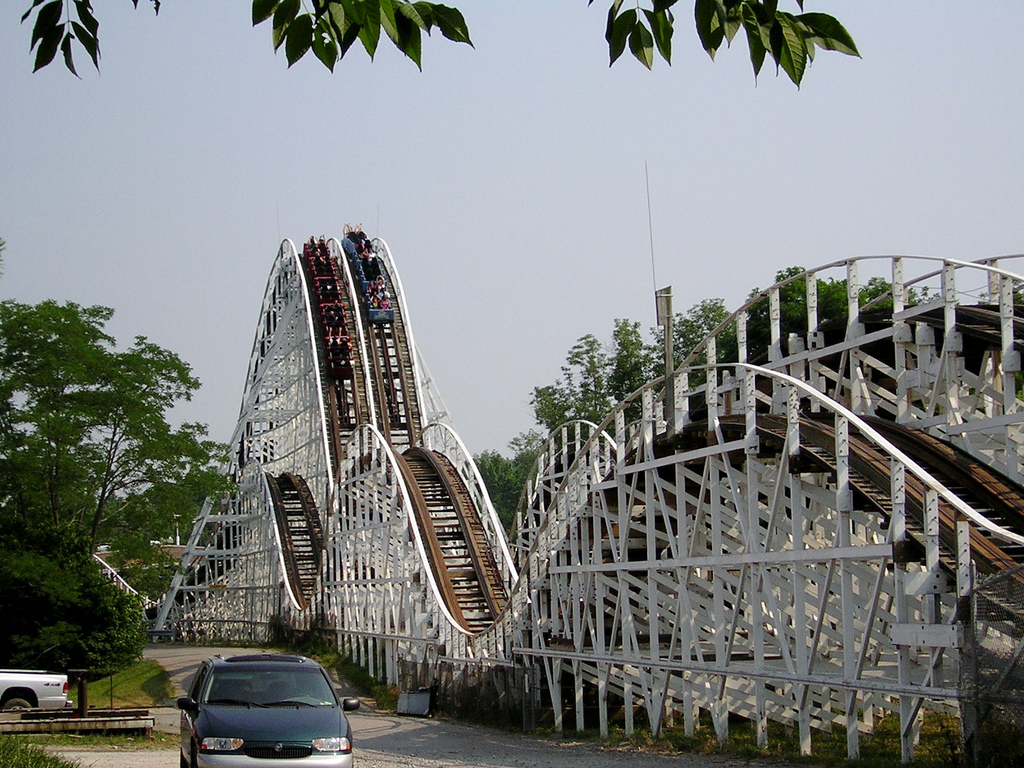
Racer à Kings Island, premiers trains fonctionnant en marche arrière.

- Premiers véhicules roulant en marche arrière : Racer à Kings Island.

- Premiers trains en position debout: Dangai à Thrill Valley au Japon.

1985 : Premiers heartline roll : Ultra Twister à Nagashima Spa Land au Japon. Ce sont des montagnes russes pipeline
1987 : Extension à 6 inversions : Vortex, Kings Island.
1988 : Extension à 7 inversions : Shockwave, Six Flags Great America. Ce record sera détenu jusqu'en 1995
1989 : Sommet dépassant pour la première fois 60 mètres : Magnum XL-200 à Cedar Point aux États-Unis.

### De 1990 à 1999
1991 : Premier tunnel sous l'eau : Anaconda à Kings Dominion aux États-Unis

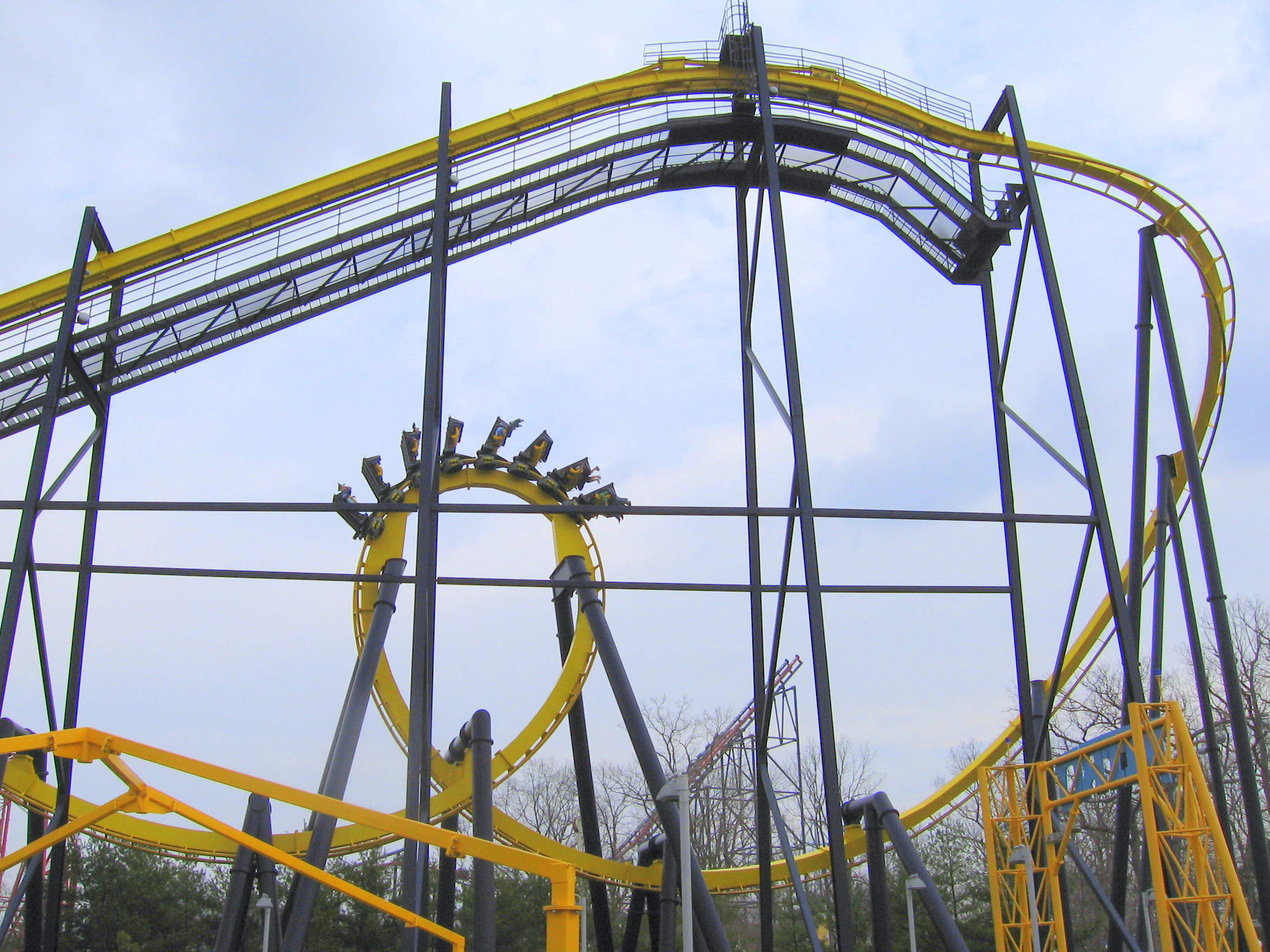
Batman: The Ride à Six Flags Great America, premières montagnes russes inversées.

1992 : Premières montagnes russes inversées: Batman: The Ride à Six Flags Great America aux États-Unis
1995 : Extension à 8 inversions : Dragon Khan à PortAventura Park, en Espagne.
- Nouveau lancement par catapulte sur plan incliné, avec système audio embarqué : Space Mountain au parc Disneyland en France.

1996 : Premières montagnes russes lancées par moteur linéaire électromagnétique : Flight of Fear à Kings Island et à Kings Dominion, aux États-Unis.
1997 : Premières montagnes russes navette dépassant 120 m de hauteur : Superman The Escape, Six Flags Magic Mountain.
- Premières montagnes russes volantes : Skytrak à Granada Studios au Royaume-Uni.

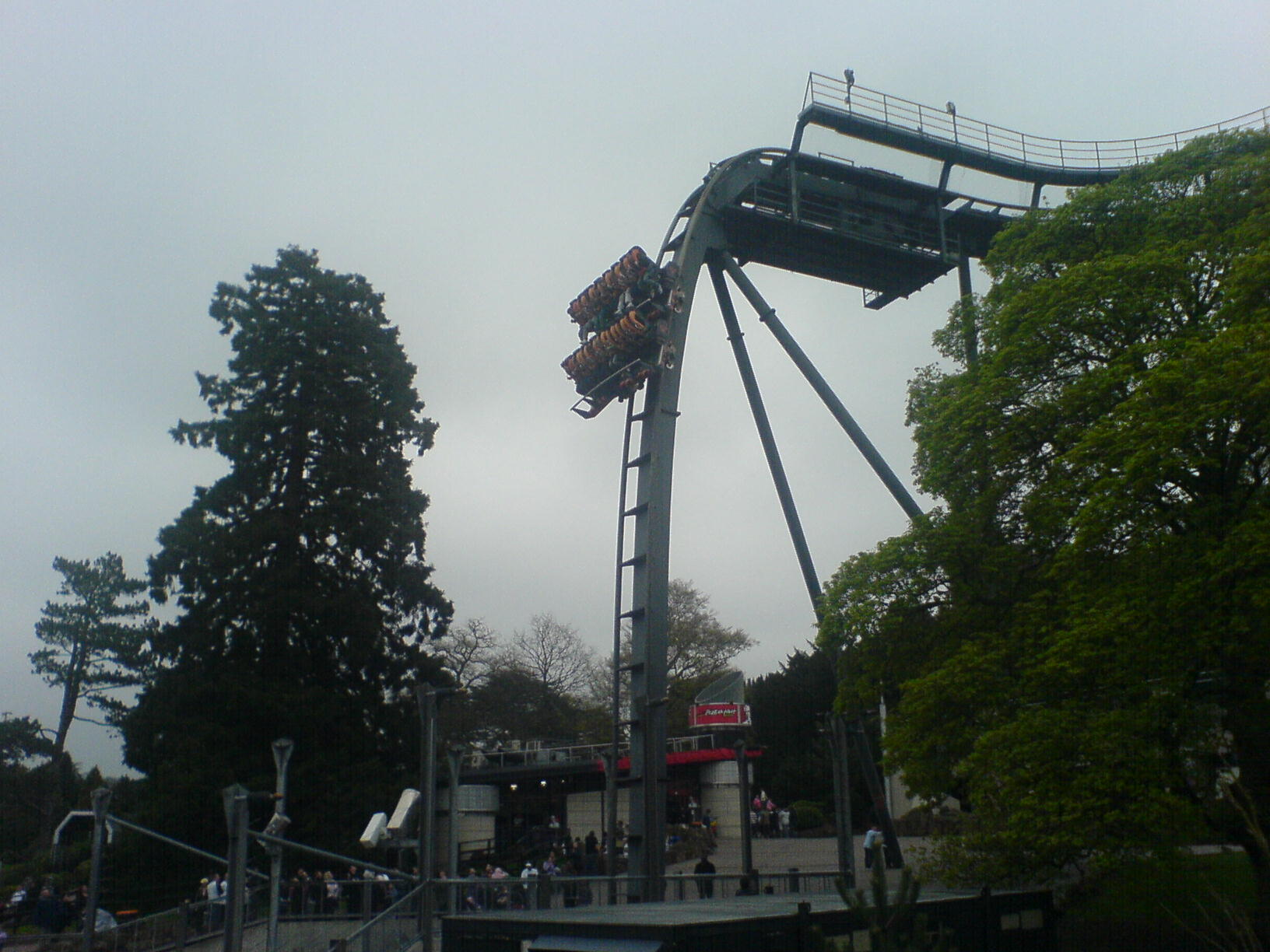
Oblivion à Alton Towers, nouvelle innovation de Machine plongeante.

1998 : Première machine plongeante : Oblivion à Alton Towers au Royaume-Uni.
- Premières montagnes russes inversées lancées : Volcano, The Blast Coaster à Kings Dominion aux États-Unis.

- Premier duel de montagnes russes lancées : Batman and Robin: The Chiller à Six Flags Great Adventure aux États-Unis. Elles ont fermé fin 2007 et sont stockées aux alentours du parc.

1999 : Premières montagnes russes sans sol : Medusa à Six Flags Great Adventure aux États-Unis.
- Nouvelle propulsion par pneus sur les montagnes russes lancées : Incredible Hulk Coaster à Universal's Islands of Adventure aux États-Unis.

- Premier duel de montagnes russes inversées: Dueling Dragons, Universal's Islands of Adventure aux États-Unis.

### De 2000 à 2009
2000

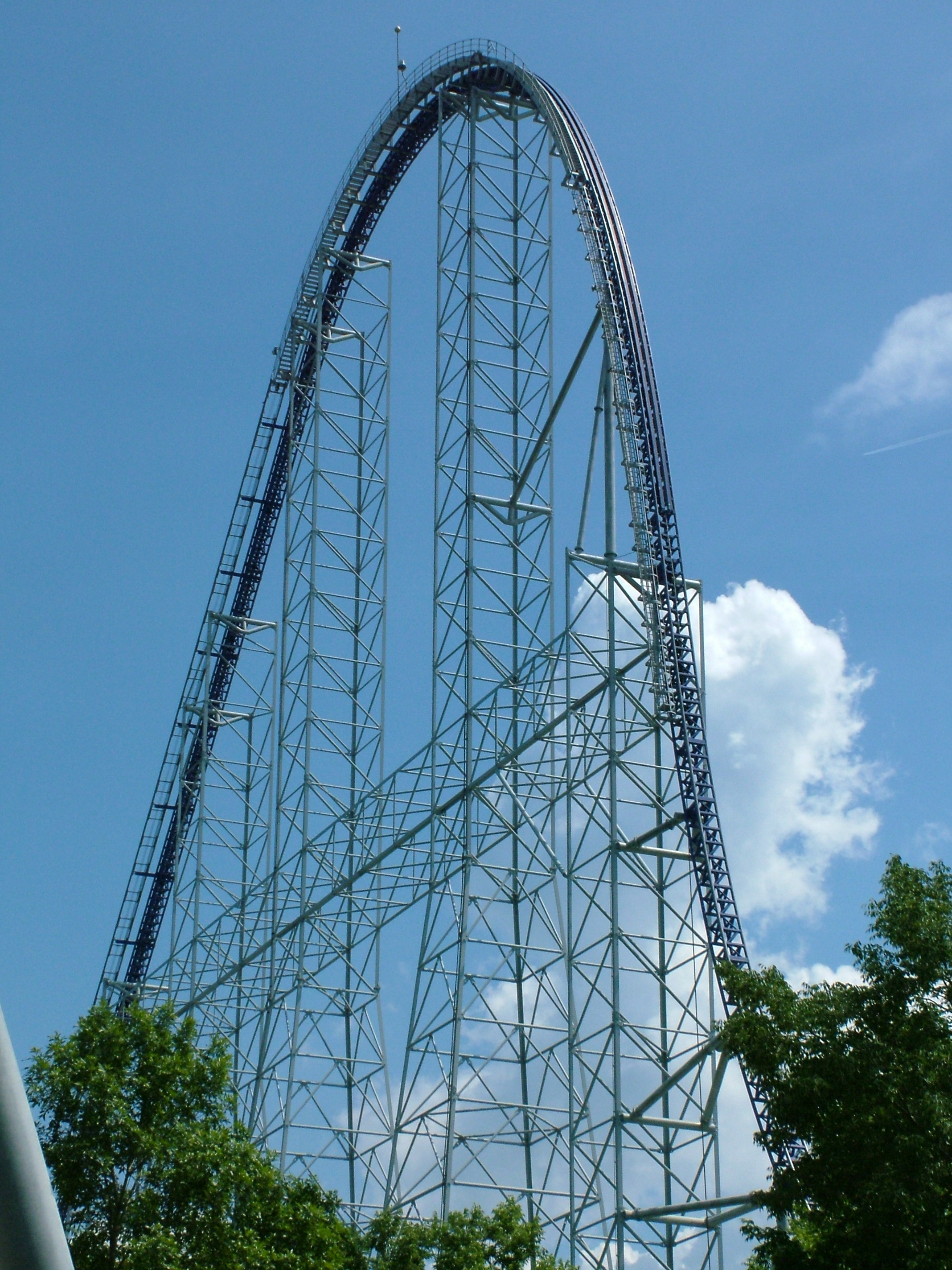
Millennium Force à Cedar Point, premières montagnes russes dépassant 90 mètres et utilisant un câble pour le lift.

- Dépassement de la barre des 90 mètres : Millennium Force à Cedar Point aux États-Unis. Ce sont les premières giga montagnes russes.

- Utilisation nouvelle d'un câble pour le lift : Millennium Force.

- Premier looping vertical sur des premières montagnes russes en bois : Son of Beast à Kings Island. Après l'accident du 9 juillet 2006, le looping est retiré, et « Son of Beast » ferme en 2009, puis est démoli[12] en 2012.

- Franchissement des 61 mètres sur des montagnes russes en bois : Son of Beast. Ce sont aussi des méga montagnes russes et des hyper montagnes russes.

2001
- Descente devenant totalement verticale à 90° : Gravity Max à Discovery World à Taïwan.

- Nouveau système de propulsion magnétique : HyperSonic XLC à Kings Dominion États-Unis. Elles sont démontées depuis fin 2007.

- Nouveau « lift hill » et système de propulsion : California Screamin' à Disney's California Adventure aux États-Unis.

2002
- Nouveau système de propulsion hydraulique : Xcelerator à Knott's Berry Farm aux États-Unis.

- Passage à 10 inversions : Colossus] à Thorpe Park au Royaume-Uni

- Premiers sièges tournant sur un axe horizontal (montagnes russes quadridimensionnelles): X2 à Six Flags Magic Mountain aux États-Unis.

- Montagnes russes devenant les plus hautes d’Europe (73 mètres), montagnes russes adoptant la descente la plus longue d’Europe (69 mètres), Hypercoaster européen le plus rapide avec une vitesse de 130 km/h à la première descente : Silver Star à Europa-Park, en Allemagne.

2003
- Dépassement de la hauteur de 120 m : Top Thrill Dragster à Cedar Point aux États-Unis. Ce sont des Strata montagnes russes.
- Descente devenant supérieure à 90° (97°) : Vild-Svinet, BonBonLand au Danemark.

2004
- Premières fly-through station : Thunderhead à Dollywood aux États-Unis.

- Premier « lift hill » vertical : Typhoon à Bobbejaanland, en Belgique.

2005 : Premières vitesses dépassant les 200 km/h (206 km/h) : Kingda Ka à Six Flags Great Adventure, aux États-Unis.
2009 : Record de vitesse à 206 km/h (207,5 km/h) : Ring°Racer à Nürburgring, en Allemagne.

### Depuis 2010
2010 : Atteinte des 240 km/h : Formula Rossa à Ferrari World Abu Dhabi, aux Émirats arabes unis.
2011 : Record du monde de la chute la plus raide en montagnes russes (121°) : Takabisha à Fuji-Q Highland, au Japon.
2012 : Montagnes russes les plus hautes d’Europe (76 mètres), montagnes russes adoptant la descente la plus longue d’Europe (78 mètres), Hypercoaster européen le plus rapide avec une vitesse de 134 km/h à la première descente : Shambhala à PortAventura Park, en Espagne.
2013
- Premiers Shuttle Loop circulant dans l'obscurité : Psyké Underground à Walibi Belgium Belgique
- Premières montagnes russes en bois possédant trois inversions : Outlaw Run à Silver Dollar City.
- Premières montagnes russes allant jusqu'à 14 inversions : The Smiler à Alton Towers au Royaume-Uni.
- Record de hauteur en looping vertical (49 mètres) : Full Throttle à Six Flags Magic Mountain.

2016 : Pulsar premier modèle Power Splash, montagnes russes lancées navette, conçu par Mack Rides à Walibi Belgium Belgique
2017 : Dépassement de Shambhala avec Red Force à Ferrari Land (112m)

## Fonctionnement
Les trains avancent grâce à la gravité, et à des mécanismes situés sur les rails du circuit.

### RCS (Ride Control System)

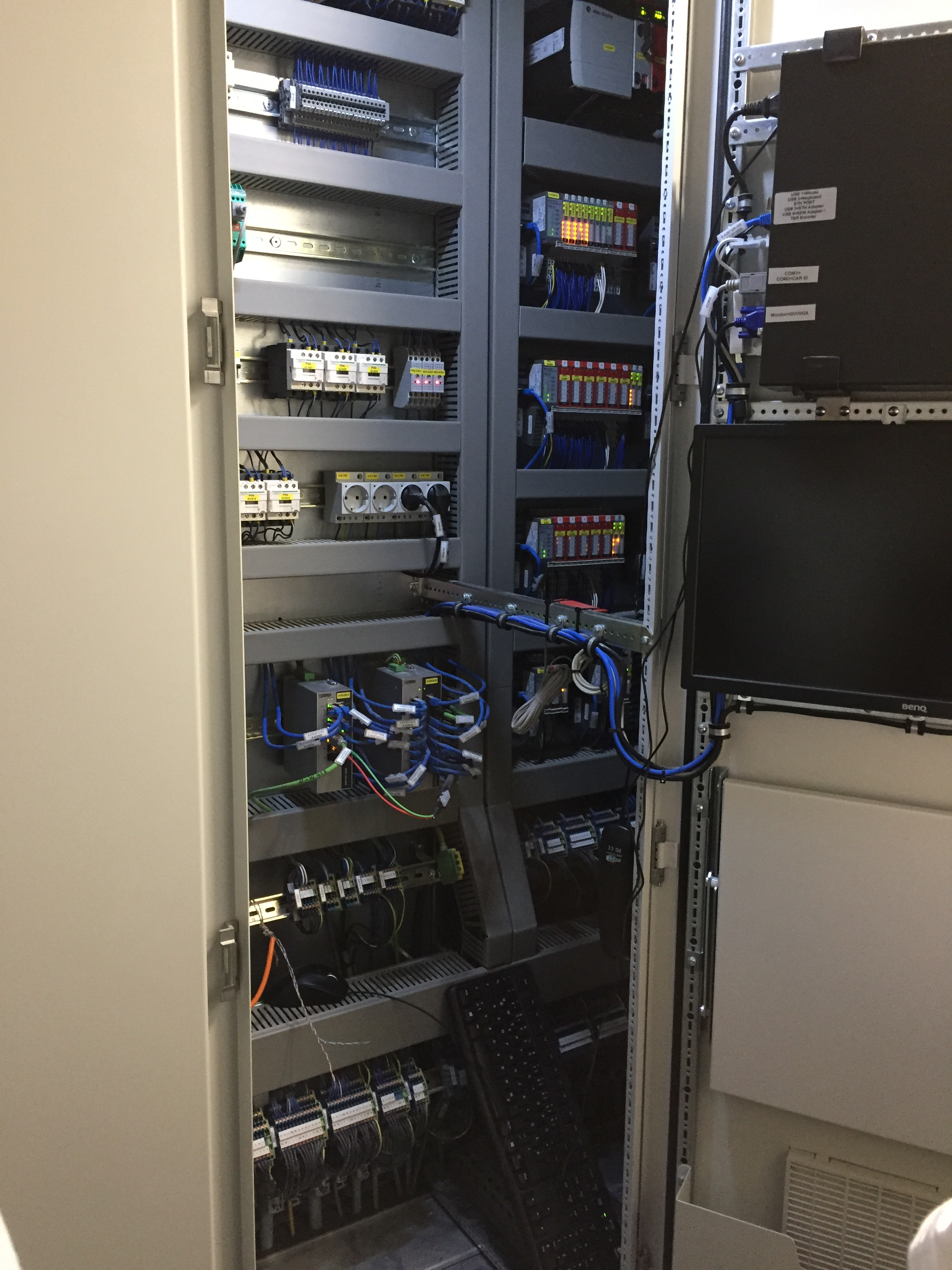
Éléments électroniques du RCS de Pégase Express au parc Astérix.

Cette partie ne concerne que les montagnes russes récentes.
Les nouvelles montagnes russes sont équipées d'un RCS, c'est-à-dire un système de gestion et de sécurité qui permet de gérer l'attraction dans les meilleures conditions. Le fonctionnement le plus utilisé est le système de « Blocs ». Il s'agit d'emplacement du parcours où les trains (s'il y en a plusieurs) peuvent s'arrêter et repartir, dans le but d'éviter la collision entre deux trains. Le RCS gère également les systèmes électroniques (capteurs, pneumatiques, compresseurs, freins, etc.) et toutes les installations de sécurité présentes à bord de l'attraction, et peut en cas de défaillance, activer l'arrêt d'urgence de l'attraction. Certaines attractions fonctionnent en mode « automatique », c'est-à-dire que le RCS gère seul l'attraction, les opérateurs n'ayant qu'à vérifier les harnais et à lancer les trains sur le circuit. Le RCS peut également être mis en mode « manuel » ou « semi-manuel » pour des opérations de maintenance.

### Énergies mécaniques et vitesses
Le déplacement du véhicule est obtenu uniquement par l'énergie qui lui est fournie au départ du circuit, au moyen d'une chaîne appelée crémaillère le hissant jusqu'au sommet, ou par lancement catapulté par des moteurs ou systèmes de propulsion, lui permettant d'effectuer par gravité sans autre énergie en roue libre la suite du parcours.
Arrivé au sommet de hauteur H par rapport au point de départ, le train et ses passagers de masse m, g étant l'accélération de la pesanteur, aura accumulé l'énergie potentielle Ep initiale qui, en considérant la vitesse de montée négligeable, devient ainsi l'énergie mécanique Em du train par rapport au point bas :
{\displaystyle E_{m}=E_{P}=mgH}
Durant la descente, cette énergie potentielle diminue au profit de l'énergie cinétique Ec proportionnelle à la masse du véhicule et au carré de sa vitesse v :
{\displaystyle E_{c}={\frac {1}{2}}mv^{2}}
Ainsi en tout point du parcours de hauteur h, sans tenir compte des déperditions de frottement, l'énergie mécanique du train de vitesse v, est la composante de ses énergies potentielle et cinétique :
{\displaystyle E_{m}=E_{p}+E_{c}=mgh+{\frac {1}{2}}mv^{2}}
Sur la plus grande descente du point culminant d'altitude H au point le plus bas d'altitude zéro, le véhicule peut atteindre une vitesse V spectaculaire :
{\displaystyle mgH={\frac {1}{2}}mV^{2}}, permettant d'en déduire, pouvant aussi être donnée par la formule d'accélération : {\displaystyle V={\sqrt {2gH}}}.
À noter que sur un train long, ces vitesses sont déterminées sur son centre de gravité et diffèrent un peu aux places avant ou arrières.
La vitesse théorique linéaire atteinte au milieu du Silver Star après un dénivelé de 67 mètres atteindrait donc en bas de la première descente 35 m/s, soit 126 km/h. En pratique les frottements, compliqués à calculer et plutôt mesurés, la réduisent d'environ 9 %, soit 115 km/h.
La vitesse verticale est proportionnelle au sinus de l'angle de la pente, soit 71 % pour 45°, ce qui donne une vitesse verticale maximale d'environ 82 km/h.
Ce transfert d'énergie se produit à chaque montée et descente d'une bosse, effectuant un ralentissement lors de la montée, suivi d'une accélération lors de la descente.
En l'absence de frottements, comme pour tout véhicule, le trajet pourrait se poursuivre indéfiniment en circuit fermé.
Dans la réalité, les énergies sont progressivement réduites tout au long du parcours en étant absorbées par la friction des roues sur les guides, les secousses pour les anciens modèles et en moindre proportion par la résistance de l'air.
L'énergie mécanique et la vitesse étant devenues faibles en fin de circuit, le train peut s'arrêter sans devoir trop freiner.
Les ingénieurs ont réussi à réduire ces pertes avec le progrès. Le rendement s'est nettement amélioré avec les guides en acier, mais les structures en bois sont toujours appréciées par certains en raison de l'effet supplémentaire d'instabilité dû aux secousses.

### Forces des accélérations et jerks[17],[18]
Le but principal recherché par les passagers, même si la vitesse peut procurer un effet visuel de descente vers le sol, est plutôt celui dû aux accélérations ou variations de vitesse qu'il ressentent :
- Les valeurs d'accélérations surtout verticales et vers le bas ou airtimes, leur procurant des effets de chute ou de légèreté (G négatifs) alternés avec ceux d'être propulsés dans les airs (G positifs)
- Les durées d'accélération (en moindre proportion toutefois)
- Les variations d'accélérations contrastées ou jerks

Sur une pente d'environ 45°, l'accélération verticale négative du véhicule sera en moyenne de 71 % (sinus 45°) de 1 G, moins 9 % de frottements, soit donc 0,63 G.
- Suite en attente d'être complétée ultérieurement

### Montagnes russes classiques

#### Mécanismes d'entraînement du véhicule
Des roues sur pneus situés au départ du circuit amènent par entraînement le véhicule au départ de la rampe de montée.
Le véhicule s'enclenche soit sur une chaîne, soit sur un câble d'entraînement moins bruyant, qui l'achemine jusqu'au sommet. Un système de sécurité permet au train de ne pas redescendre : Au cas où cette chaîne céderait, une barre métallique viendrait se bloquer sur une partie « en crémaillère » des rails.
Une fois au sommet, le véhicule arrive en fin de chaîne dont il se désolidarise, et entame sa première descente naturelle par gravité sur la pente située en face de lui.

#### Parcours principal
À partir de cette étape, le train ne dépend plus d'aucun moteur ou énergie d'entraînement, ayant acquis son énergie potentielle fournie au départ par le moteur de la chaîne de montée ou par le propulseur, et toute la trajectoire qui suivra sera l'énergie cinétique naturelle fournie grâce à soit la pente, soit son élan (Voir le chapitre ci-dessus).
Si la vitesse du véhicule est estimée excessive, elle peut être parfois légèrement ralentie en cours de trajet par des freins de mi-parcours. Inversement parfois, quelques pneus situés au centre sont nécessaires pour accélérer le véhicule.
Comme le véhicule perd au fur et à mesure de l'énergie due aux forces de frottement des roues sur le rail ou guide notamment, c'est ce qui explique que la première descente est très souvent la plus haute, et que les pentes suivantes seront de moins en moins hautes, le véhicule ayant en outre tendance à ralentir tout au long du parcours.
La plupart des montagnes russes modernes sont parfaitement étudiées et élaborées par les constructeurs, en s'arrangeant pour que même avec cette diminution continuelle d'énergie, le passager continue de ressentir des sensations variées tout au long du parcours, par le biais de bosses rapprochées, voire loopings. Dans les montagnes russes plus anciennes, c'est tout de même souvent la première descente qui reste la plus spectaculaire.
Le ralentissement n'est toutefois pas suffisant pour stopper totalement le véhicule lors de son retour en station, nécessitant un frein d'arrivée supplémentaire.

#### Variantes de montée mécanique
- La rampe de montée mécanique n'est pas toujours située au départ du circuit : Si le départ en gare s'effectue depuis une certaine hauteur, une première descente plus ou moins importante peut démarrer directement, une partie du circuit étant située plus en contrebas, comme Crush's Coaster du parc Walt Disney Studios.

- Le parcours peut être émaillé de plusieurs autres remontées intermédiaires par chaîne, comme dans Big Thunder Mountain (train de la Mine), de Disneyland Paris.

- Le lift peut s'effectuer par divers autres moyens mécaniques, tels qu'un tapis roulant incliné, comme pour les bouées de L'Oxygénarium au parc Astérix, ou la bouée ou la souris s'encastrer temporairement dans un ascenseur, comme River Quest et Winja's Fear & Force de Phantasialand.

- Les parcours peuvent être très originaux, comme Thirteen à Alton Towers, le train complet effectuant une chute droite de 3 mètres dans un hangar obscur en milieu de trajet avant de repartir en arrière.

### Montagnes russes lancées
Le train peut être « propulsé » par deux types de moteurs :
- Un moteur linéaire : une série d'aimants situés en chaîne sur les rails sont synchronisés pour faire accélérer le train au fur et à mesure qu'il passe à proximité d'eux
- Un moteur hydraulique : un câble relie le train à un treuil situé au bout de la ligne droite qui va être parcourue. Ce treuil va tourner sous la pression de fluides liquides produit par le moteur, et va donc tirer le train. Un moteur hydraulique est plus puissant, donc plus rapide qu'un moteur linéaire : les montagnes russes les plus rapides du monde (Formula Rossa) sont propulsées par un moteur hydraulique.

Il existe aussi des systèmes uniques comme le catapultage à pneus du Incredible Hulk ou le catapultage adapté des catapultes de porte-avions du Space Mountain Mission 2 à Disneyland Resort Paris.
Pour les trajectoires sans « Top Hat » de grande hauteur, la trajectoire s'effectue comme pour des montagnes russes classiques, l'énergie étant acquise par l'élan de départ et/ou la hauteur.

#### Cas des Top Hat de grande hauteur
Le véhicule poursuit sa trajectoire sous l'impulsion de sa lancée, juste suffisante sur les « Top Hat » spécialisés tels que Kingda Ka, pour réussir à gravir le sommet du « pic », la montée le ralentissant jusqu'à l'arrêt ou presque, avant de redescendre par gravité.
Le freinage est identique à celui de montagnes russes classiques.

## Types de montagnes russes
Aujourd’hui il existe deux principales structures de montagnes russes : en bois ou en métal, généralement acier. Chaque type a ses caractéristiques propres, des possibilités de sensations différentes avec ses défenseurs et ses détracteurs.
- Les montagnes russes en bois (Wooden coaster), d'origine plus ancienne et semblant plus rustiques, permettent de ressentir une plus grande sensation d'airtime ou d'envolée, produite par pentes et bosses et possèdent une meilleure élasticité. Toutefois leur structure plus irrégulière peut occasionner davantage de secousses sur l'ensemble du trajet.

- Les montagnes russes en métal (Steel coaster) permettent des circuits très variés avec parfois de nombreuses circonvolutions ou envolées (airtime). Elles sont mieux appropriées pour les inversions telles que boucles, loopings, écrous ou bretzels...

- Les montagnes russes hybrides qui combinent le bois pour le support et le métal pour les rails, en fonction de l'effet recherché.

Néanmoins ce n'est pas vraiment la nature du support qui différencie les montagnes russes entre elles, mais plutôt l'expérience des visiteurs. L'une des méthodes est simplement de prendre chaque caractéristique constituant les montagnes russes pour les qualifier.

### Catégories principales
Les différents genres de montagnes russes diversifiant les sensations sont caractérisés en grande partie par les variantes de position du passager sur le véhicule ou par rapport au circuit : Au-dessus ou en dessous des rails, debout, allongé ou tête en bas, dont neuf catégories principales :
- Montagnes russes assises (Sit down roller coaster) : Ce sont les plus traditionnelles en position assise dans un wagon, sur un circuit pouvant présenter des inversions.

- Montagnes russes inversées (Inverted roller coaster) : Le passager est assis souvent les jambes dans le vide, sur un siège situé en dessous des rails, distinguant ainsi moins facilement le circuit à l'avance.

- Montagnes russes tournoyantes (Spinning roller coaster) : Les véhicules sous forme de souris géante effectuent des rotations latérales libres sur eux-mêmes au gré des sinuosités du parcours, telles que Crush's Coaster du parc Walt Disney Studios.

- Montagnes russes en position verticale (Stand-up roller coaster) : Les passagers sont debout dans les voitures dont le harnais est adapté à la hauteur de chaque personne.

- Luge sur rail (Sommerrodelbahn) : Souvent indépendante des parcs d'attractions, cette luge sur un parcours tubulaire de pente modérée et sinueux, installé sur un flanc de montagne parfois près d'une station de sports d'hiver, se pratique souvent en toutes saisons, se nommant aussi « luge d'été ». Elle est de plus en plus répandue.

- Montagnes russes Bobsleigh (Bobsleds roller coaster) : La glissade dans une gouttière semi-cylindrique ou sur un rail, rappelle de par la forme du véhicule une piste de bobsleigh, telle que La Trace du Hourra du parc Astérix.

- Hyper montagnes russes (Hypercoaster) : La structure dépasse 60 mètres.

- Train de la mine (Mine Train roller coaster) : Assises dans un wagon et au milieu d'un décor qui rappellent ceux des mineurs.

- Montagnes russes quadridimensionnelles (4th Dimension roller coaster) : Les sièges au-dessous du rail peuvent effectuer sur eux-mêmes un mouvement de rotation avant et arrière de 360°. Wing Rider en est une variante sans rotation.

- Machine plongeante (Diving Machine roller coaster) : Une ou plusieurs descentes sont totalement verticales à 90°, sur deux ou trois rangées de 6 à 10 sièges, telle que Oblivion du parc Alton Towers.

- Montagnes russes à véhicule suspendu (Suspended roller coaster) : Les voitures suspendues sous le rail, sont en outre mobiles en pouvant se balancer sur elles-mêmes au gré des sinuosités.

- Montagnes russes volantes (Flying roller coaster) : Le passager est allongé sous les rails face au sol, pour des sensations inédites rappelant celles thématisées des oiseaux ou de Superman, en adoptant une posture similaire.

- Montagnes russes sans sol (Floorless roller coaster) : Le siège est directement fixé sur les rails visibles sous les pieds.

- Montagnes russes pipeline (Pipeline roller coaster) : La voiture unique passe au milieu des rails situés de part et d'autre.

- Montagnes russes E-Powered (Powered coaster) : Le train lui-même est motorisé.

- Montagnes russes steeplechase (Steeplechase roller coaster) : Le passager s'installe sur un cheval artificiel suivant directement le rail. Le seul exemplaire restant est Steeplechase à Pleasure Beach, Blackpool.

- Montagnes russes de motos (Motorbike roller coaster) : Le véhicule, toujours lancé et la position du passager sont semblables à ceux d'une moto circulant sur un rail.

- Montagnes russes à friction latérale (Side friction roller coaster) : Anciennes montagnes russes en bois dont la direction est assurée par des rails situés sur le côté du train.

- Virginia Reel : Ces montagnes russes en bois étaient tournoyantes à friction latérale, mais plus aucun exemplaire ne subsiste.

### Schéma de la voie
Les types de circuits, classés par « design », se distinguent par l'originalité des variantes de parcours associée à l'intensité des sensations. Il en existe plus d'une vingtaine dont voici les principaux :
- Montagnes russes lancées (Launched roller coaster) : Les trains sont propulsés par catapultage, par roues de friction, ou par des moteurs linéaires à induction ou synchrone.

- Duel de montagnes russes (Dueling coaster) : Les trains de deux circuits positionnés à proximité l'un de l'autre, partent ensemble souvent parallèlement, puis se croisent pour donner l'impression que les trains vont se percuter, en s'évitant de justesse. L'exemple le plus célèbre étant Dueling Dragons, du parc Universal's Islands of Adventure, à Orlando.

- Montagnes russes aller & retour (Out and Back roller coaster) : Leur trajet suit une première ligne droite puis effectue un angle droit et revient par le même chemin.

- Montagnes russes racing (Racing roller coaster) : Deux parcours similaires parallèles fonctionnent simultanément pour que les trains de chaque circuit donnent l’impression de faire la course, avec quelques variantes de dénivelés. Il est parfois possible de toucher en tendant le bras les mains des personnes de l'autre train.

- Montagnes russes navette (Shuttle roller coaster) : Les circuits sont ouverts avec des trains allant jusqu'au bout du circuit, puis revenant. Citons l'exemple du modèle de série Boomerang de Vekoma.

- Montagnes russes twister (Twister roller coaster) : Le trajet n'est pas linéaire, à l'inverse d'un « out and back ».

- Wild Mouse : Constituées de petits véhicules contenant de deux à quatre personnes, rappelant la forme d'une souris géante, sur un parcours débutant par des virages serrés non relevés en « épingles à cheveu », procurant une force centrifuge importante donnant au passager l'impression d'être expulsé du circuit, suivis de quelques descentes.

- Montagnes russes aquatiques (Water coaster) : Le parcours comprend une section « aquatique ».

- Montagnes russes intérieures (Indoor Coaster), parfois dans l'obscurité. Elles sont situées dans des bâtiments de la forme d'un hangar partiellement ou totalement opaque, pour utiliser des effets lumineux spéciaux ou créer les décors du thème. L'obscurité empêche de distinguer les rails, l'absence de repères augmentant les effets de surprise des accélérations inattendues, comme notamment les airtimes. Elles peuvent se recouper avec d'autres types de circuit.

- Montagnes russes à anneau de Möbius (Möbius Loop roller coaster) : Identiques aux types « duel » ou « racing », mais en un seul circuit reliant deux gares.

- Figure 8 (Figure eight roller coaster) : Leur parcours reprend la forme du chiffre « 8 » sur plusieurs niveaux.

### Spécificités de hauteur
Cedar Point, premier parc proposant des strata montagnes russes, fut peut-être aussi par raison de merchandising, le premier à utiliser des noms spécifiques classant les montagnes russes par hauteur, qui sont passés dans le langage courant.

#### Méga montagnes russes
Méga montagnes russes (Mega coaster) : Leur sommet culmine à plus de 60 mètres. La première d'entre elles située à Busch Gardens Williamsburg aux États-Unis, a été conçue par Bolliger & Mabillard sous le nom de Apollos Chariot. Le terme Hyper montagnes russes est également utilisé en l'absence d'inversions.

#### Giga montagnes russes
Giga montagnes russes (Giga coaster) : Leur sommet atteint de 90 m à 120 m. La première d'entre elles a également été conçue par Bolliger & Mabillard baptisé le Leviathan situé à Toronto, en Ontario, au Canada's Wonderland.

#### Strata montagnes russes
Strata montagnes russes (Strata coaster) : Elles s'élèvent au-dessus de 120 m. deux exemplaires existent actuellement, conçus et construits par la société Intamin :
- Kingda Ka[21] (139 mètres) au parc Six Flags Great Adventure (États-Unis - New Jersey),
- Top Thrill Dragster[22] (128 mètres) au parc Cedar Point (États-Unis - Ohio).

#### Tera montagnes russes
Tera Coaster : Au-dessus de 150 mètres de hauteur. « The Skyplex » à Orlando en Floride, devait être le plus haut circuit de montagnes russes du monde, et emmener ses visiteurs à 173 mètres de haut, pour effectuer une descente atteignant 105 km/h, émaillée de loopings et de vrilles. La plus haute tour de chute depuis 137 m devait s'y adjoindr, ainsi qu'un restaurant panoramique à son sommet. Cependant, cette montagne russe ne verra jamais le jour, les constructeurs ayant fait faillite.